# الجر (مبين)

تعديل مصدري - تعديل

الجر هي إحدى قرى عزلة المراحبة بمديرية مبين التابعة لمحافظة حجة، بلغ تعداد سكانها 408 نسمة حسب تعداد اليمن لعام 2004.